# ポインティング・ベクトル
ポインティング・ベクトル（英語: Poynting vector）は電磁場の持つエネルギーの流れの密度を表す物理量である。その大きさは単位面積を単位時間あたりに通過するエネルギーとなる。考案者のジョン・ヘンリー・ポインティングからその名が取られている。電磁波では、ポインティング・ベクトルはその進行方向を指す。そのため、名前の意味が、「指す（pointing）」であると誤解されることも多い。ただし異方性媒質では、ポインティングベクトルと電磁波の進行方向は異なる。
ポインティング・ベクトル S は、電場の強度 E と磁場の強度 H から、次式によって得られる。 
{\displaystyle {\boldsymbol {S}}={\boldsymbol {E}}\times {\boldsymbol {H}}}
これは真空中では次式と等しい。
{\displaystyle {\boldsymbol {S}}={\frac {1}{\mu _{0}}}{\boldsymbol {E}}\times {\boldsymbol {B}}}
ここで、B は磁束密度、{\displaystyle \mu _{0}} は真空の透磁率である。
媒質中であれば媒質の透磁率は {\displaystyle \mu =\mu _{s}\mu _{0}} となり、比透磁率を掛け合わせる必要がある。

## 保存則
ポインティング・ベクトルの発散は
{\displaystyle {\begin{aligned}\nabla \cdot {\boldsymbol {S}}&=\nabla \cdot ({\boldsymbol {E}}\times {\boldsymbol {H}})\\&={\boldsymbol {H}}\cdot (\nabla \times {\boldsymbol {E}})-{\boldsymbol {E}}\cdot (\nabla \times {\boldsymbol {H}})\\&=-{\boldsymbol {H}}\cdot {\frac {\partial {\boldsymbol {B}}}{\partial t}}-{\boldsymbol {E}}\cdot {\frac {\partial {\boldsymbol {D}}}{\partial t}}-{\boldsymbol {E}}\cdot {\boldsymbol {j}}\\\end{aligned}}}
となる。
ここで電磁場のエネルギー密度は
{\displaystyle u={\frac {1}{2}}({\boldsymbol {E}}\cdot {\boldsymbol {D}}+{\boldsymbol {H}}\cdot {\boldsymbol {B}})}
で与えられるので、連続の方程式
{\displaystyle \nabla \cdot {\boldsymbol {S}}+{\frac {\partial u}{\partial t}}=-{\boldsymbol {E}}\cdot {\boldsymbol {j}}}
が成り立つ。
この式は電磁場のエネルギー保存則を表している。
右辺はローレンツ力により電磁場が電荷に仕事をすることで失われるエネルギーを表し、単位体積あたりの電力と解釈される。
電場と磁場が振動するためポインティング・ベクトルの強度は時間によって変動する。強度の時間平均は放射束密度と呼ばれる。
{\displaystyle {\boldsymbol {I}}=\left\langle {\boldsymbol {S}}\right\rangle _{T}={\frac {1}{2T}}\int _{0}^{T}{\boldsymbol {S}}\,dt}
また、ポインティング・ベクトルの空間積分
{\displaystyle \int _{V}{\boldsymbol {S}}\,dV}
は電磁場の持つ運動量であると解釈される。